# Дядьково (аэродром)
«Дядьково» — бывший военный аэродром, позднее аэродром совместного базирования (аэропорт местных воздушных линий), существовавший в с 1942 по 1982 годы на южной окраине Ярославля между одноимённым посёлком и железнодорожной линией Ярославль — Кострома.

## История
Создан в 1942 году на месте погоста церкви Ильи Пророка в Дядькове для переоборудования поступающих по лендлизу американских бомбардировщиков «Бостон А-20Ж». Бомбардировщики перегоняли с Аляски в Ярославль через Красноярск, Новосибирск, Омск и Свердловск. На аэродроме Дядьково в носовой части вместо счетверённых пушек «Hispano-Suiza» на них устанавливали прицел для бомбометания и кабину штурмана; американские пулемёты «кольт браунинг» 12,7 мм меняли на советские пулемёты Березина того же калибра.
Аэродром имел основную взлётно-посадочную полосу и рулёжки с покрытием из железа, со стороны железной дороги проходила грунтовая запасная взлётно-посадочная полоса. Между грунтовой ВПП и железной дорогой находились капониры для самолётов. Со стороны посёлка размещалось стрельбище. Личный состав размещался в небольшом гарнизоне «Сокол».
После войны на аэродроме базировались первые реактивные самолёты Московского округа ПВО (в 1948—1950 годах — 303-я иад ПВО) и гражданская авиация. Аэродром, вместе с Судостроительным заводом, сыграл важную роль в формировании посёлка Дядьково. В аэродром упиралась улица Ильинская, к нему выходили улица Бондарная с одноимёнными переулками. В результате строительства капониров появились пригодные для купания небольшие водоёмы. Лесополоса вдоль железной дороги и заросли кустарников у аэродрома использовались для отдыха. Дети военных посещали школу № 21 в Дядькове, в которую ездили на автобусе. Спортивные мероприятия школы проводились на стадионе гарнизона.
В период с 1953 по 1960 годы на аэродроме базировался 147-й гвардейский истребительный авиационный полк ПВО на самолетах МиГ-15 и МиГ-17.
В 1960-е годы военный аэродром был ликвидирован, но военные объекты существовали ещё долгое время.
Вплоть до 1982 года аэродром использовался для полётов гражданской авиации по местным воздушным линиям. Здесь базировался Ярославский объединённый авиаотряд Управления гражданской авиации центральных районов (самолёты Ан-2, вертолёты Ми-2, Ми-4, Ми-8). В 1982 году авиаотряд был перебазирован в новый аэропорт Левцово.
По одной из версий, в аэропорту Дядьково летом 1974 года был снят один из эпизодов фильма «Афоня» (по другой версии — в аэропорту города Пошехонье).
После закрытия аэродрома в 1980-х годах по бывшей его территории была проложена центральная улица Фрунзенского района Ярославля — проспект Фрунзе.